# Cnidoscolus tubulosus
Cnidoscolus tubulosus är en törelväxtart som först beskrevs av Johannes Müller Argoviensis, och fick sitt nu gällande namn av Ivan Murray Johnston. Cnidoscolus tubulosus ingår i släktet Cnidoscolus och familjen törelväxter.

## Underarter
Arten delas in i följande underarter:
- C. t. triloba
- C. t. tubulosus